# Sima de las Palomas
Le gouffre des Pigeons (en espagnol, Sima de las Palomas) est un gouffre karstique et un site préhistorique situé dans la commune de Torre-Pacheco, dans la région de Murcie, en Espagne,. On y a découvert de nombreux fossiles néandertaliens et outils lithiques moustériens datés du Pléistocène supérieur. Les fouilles se poursuivent toujours en 2025.

## Description
Le gouffre des Pigeons est une fosse d'environ 20 m de profondeur, comblée au fil du temps par des sédiments bréchifiés. Son nom provient des pigeons ramiers qui y vivaient. Le remplissage du gouffre est daté du Pléistocène supérieur (de 130 000 à 45 000 ans avant le présent). Un tunnel horizontal a été creusé par des mineurs au XIXe siècle pour extraire l'eau du gouffre, ce qui a partiellement endommagé le site.

## Fossiles humains
En 1991, le naturaliste et spéléologue Juan Carlos Blanco Gago a découvert des fragments fossiles humains enchâssés dans une masse de brèche compacte, alors qu'il descendait en rappel dans la cavité. Leur nettoyage et leur analyse en laboratoire ont montré qu'il s'agissait d'un maxillaire et d'une mandibule fragmentaires ayant conservé une partie de leurs dents, attribués à l'Homme de Néandertal.
En 2006-2007, le squelette fossile quasi complet d'une jeune femme néandertalienne a été trouvé, nommée Palomas 96, peut-être enterrée avec son enfant. Après plusieurs campagnes de fouilles, l'hypothèse selon laquelle la fosse aurait pu servir de lieu de sépulture à des Néandertaliens s'est confirmée.
Au total, de nombreux fossiles néandertaliens ont été trouvés, parmi lesquels plus de 300 dents, ainsi que divers outils lithiques moustériens.